# Chinchiná
Chinchiná es un municipio colombiano ubicado en el Departamento de Caldas, a 18 km de la capital Manizales. Cuenta con 53.184 habitantes, su extensión territorial es de 112,4 km² y en sus territorios se cultiva café para exportación.
En esta población se ubican las plantaciones más tecnificadas para la producción del grano, "una de las más grandes y sofisticadas procesadoras de café liofilizado en el mundo" y las represas y plantas hidroeléctricas que abastecen de energía a los departamentos de Caldas, Quindío y Risaralda.

## Toponimia
En el idioma quimbaya, la palabra "Chinchiná" significa "río de oro".

## Historia

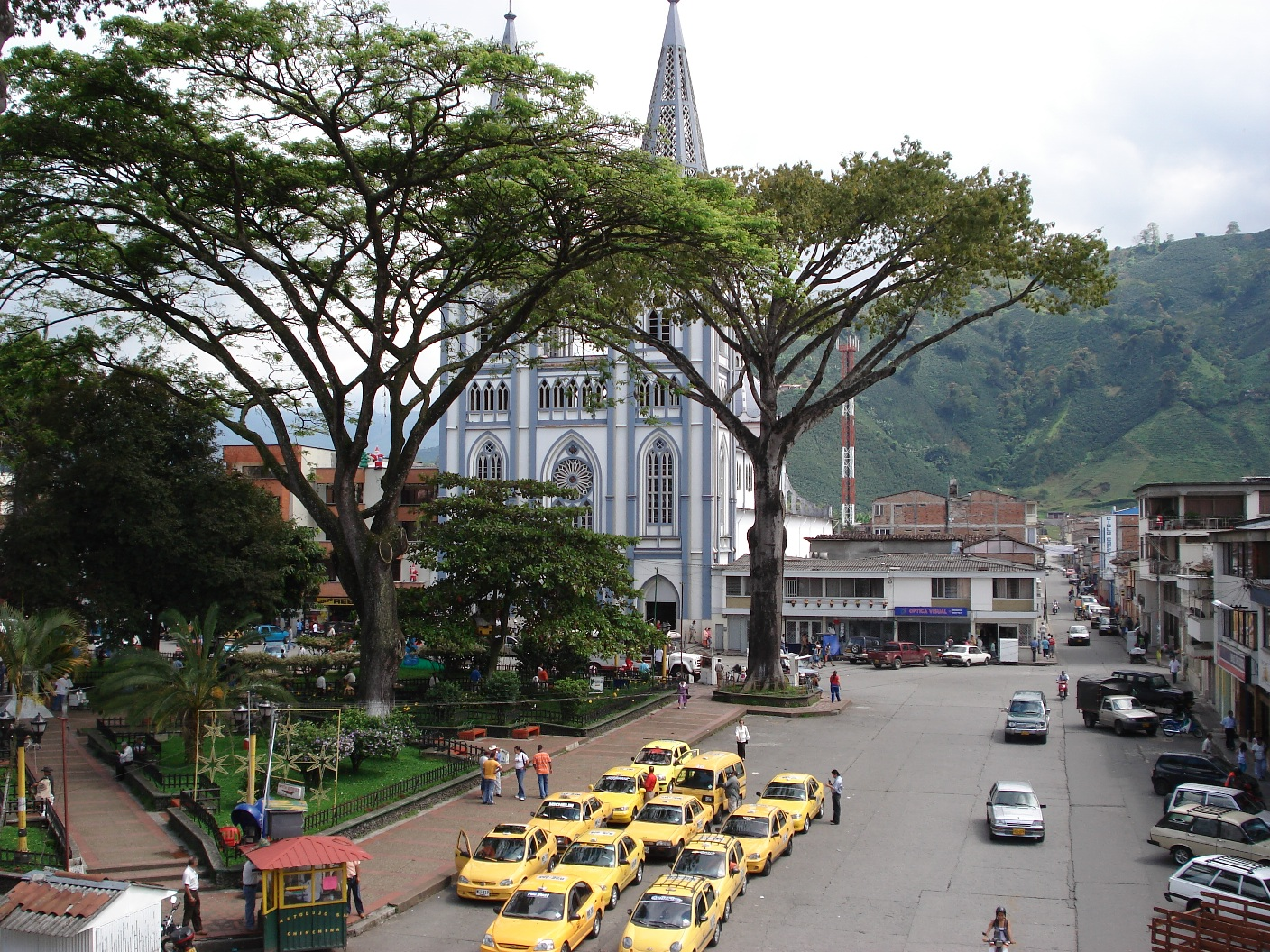
Plaza de Bolívar en Chinchiná antes de la remodelación de 2010.

El municipio de Chinchiná fue fundado el 2 de abril de 1857 por los colonos antioqueños Marcos Cardona, Candelario Rodríguez, los hermanos Francisco, Gregorio y Nazario Restrepo, Luis María Silva, Jesús Giraldo, Juan Antonio Gómez y Nicolás Restrepo, en desarrollo del movimiento migratorio denominado Colonización Antioqueña, que se presentó entre los siglos XVIII y XIX. Antes de la llegada de los colonos, en este territorio se asentaron los Quimbayas, uno de los pueblos originarios y de las culturas indígenas colombianas más representativas.
En el municipio, bautizado al principio con el nombre de San Francisco y renombrado como Chinchiná por la Asamblea de Caldas el 26 de abril de 1930, entró en funcionamiento la primera planta generadora de energía en 1921.
En 1922 se llevó, desde Italia, el primer reloj de la iglesia y el entonces presidente de la República Marco Fidel Suárez visitó la comarca.

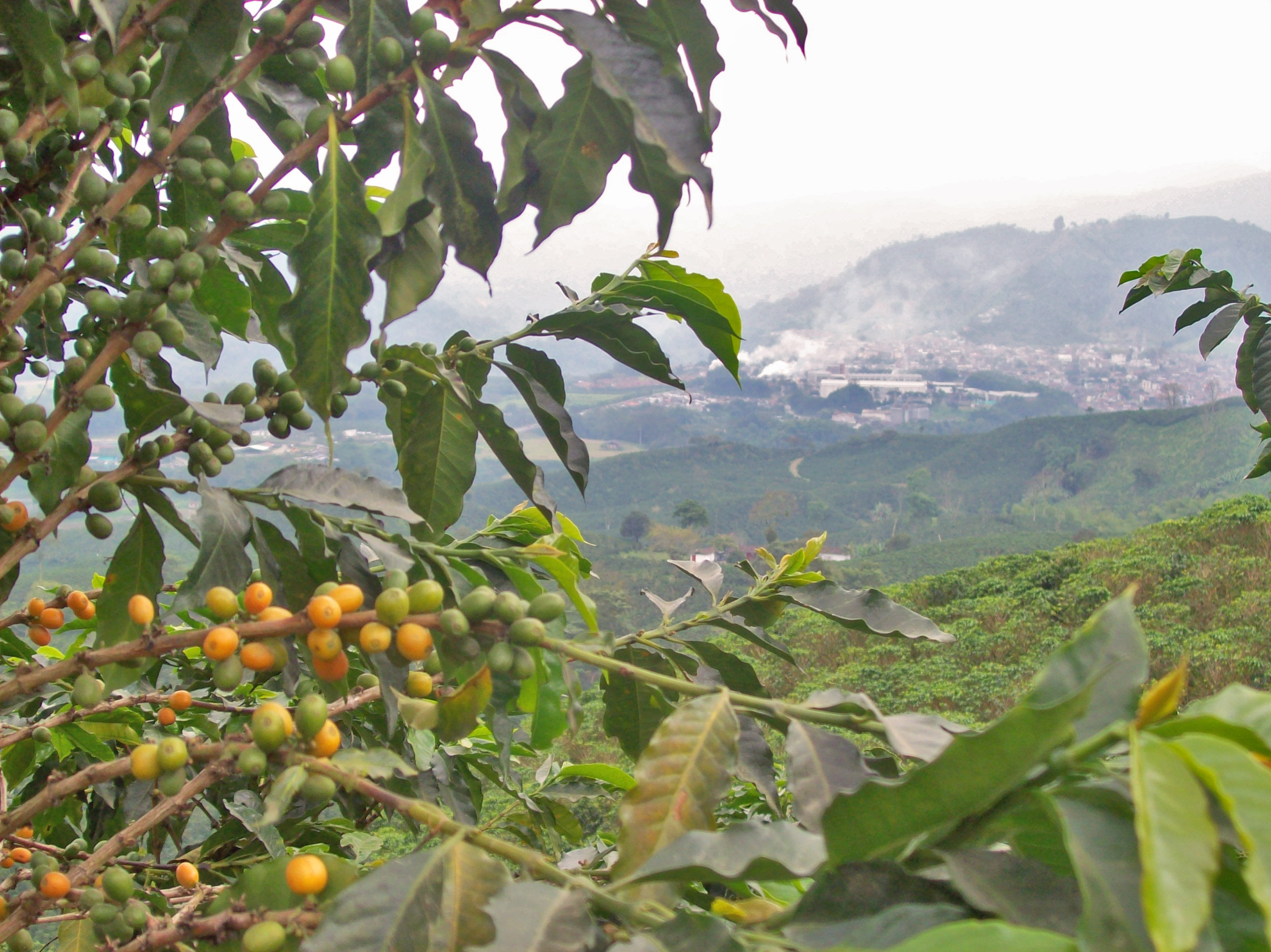
Vista de Chinchiná al fondo, rodeada de cafetales.

En 1925 se terminó de construir la estación del ferrocarril, una construcción en madera que conectaría al pueblo con la ciudad de Pereira. Al siguiente año llegó el primer tren proveniente de dicha ciudad.
En 1928 se proyectó la primera película muda en el municipio, "La sagrada pasión de nuestro señor Jesucristo". El modo de divulgación de los nuevos títulos se hacía por medio de pregoneros; Miguel González "Pataetrapo" era el pregonero más famoso de la época.

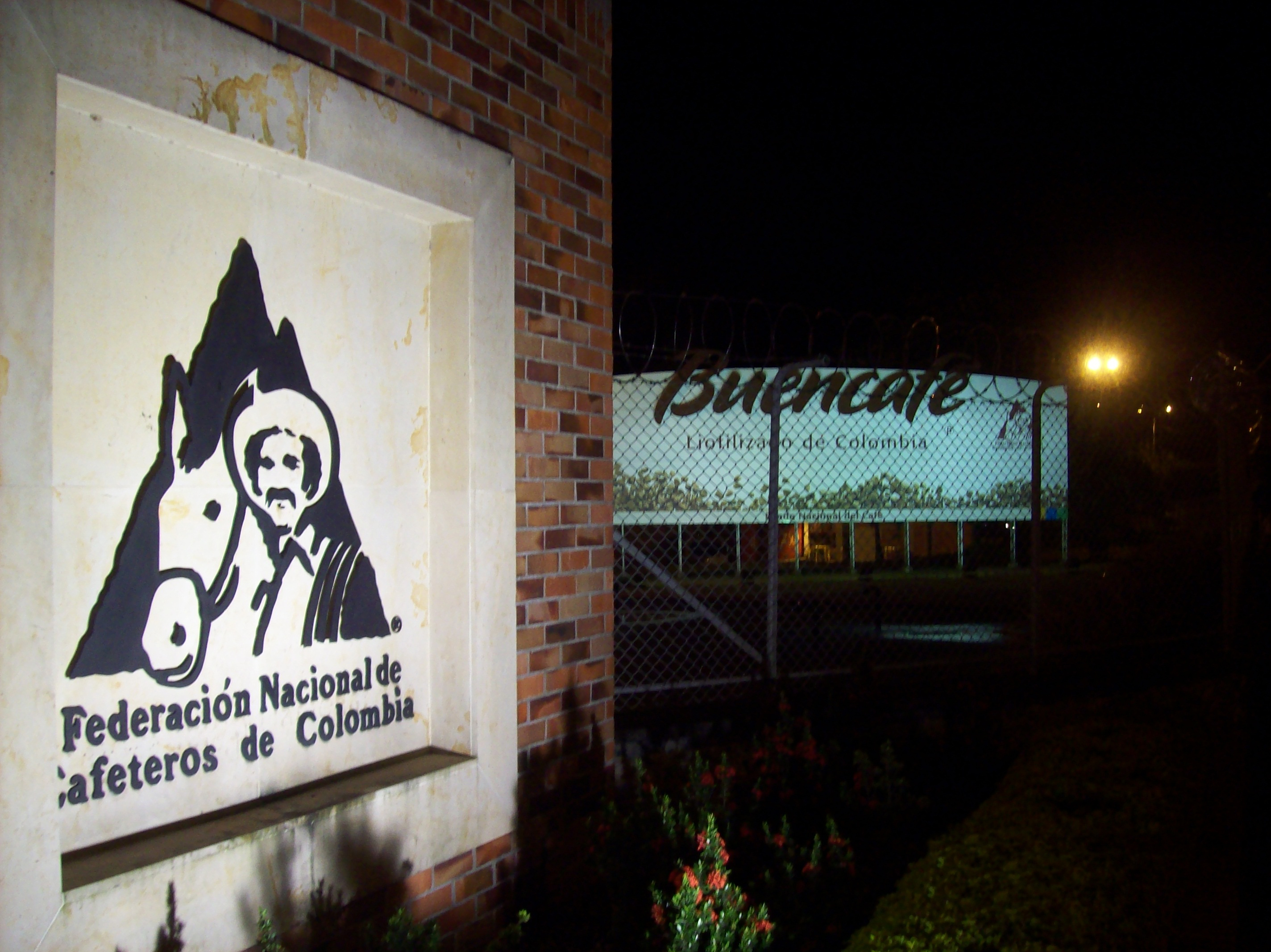
Fábrica de Café Liofilizado Buencafé.

Entre 1933 y 1934 se arboriza el municipio. Se sembraron ceibas y palmas africanas que actualmente dominan el cielo del parque Bolívar y que son fácilmente vistas desde las montañas aledañas. 
En 1938 se fundó el Centro Nacional de investigaciones del Café, De, en Chinchiná, cuya misión era y es "Generar tecnologías apropiadas, competitivas y sostenibles, para el bienestar de los caficultores colombianos"
En 1946 entró en operaciones la Central Hidroeléctrica de Caldas, CHEC, en terrenos propiedad del municipio.
En 1973, la Federación Nacional de Cafeteros de Colombia construyó la fábrica de café liofilizado Buencafé, que es "una de las más grandes y modernas del mundo y es la única planta de liofilización existente en Colombia" y que "se ha distinguido por la excelencia en su gestión empresarial, orientada a la calidad, la productividad y la competitividad" recibiendo el Premio colombiano a la Calidad en la categoría de Empresa manufacturera grande.
En 1985 un deshielo en el cráter Arenas del volcán Nevado del Ruiz provocó una avalancha que arrasó una parte del municipio, causando un aproximado de 3000 víctimas; mientras en Armero, Tolima, esta misma avalancha destruyó al municipio desapareciendo más de 20 000 personas.

## Geografía

### Recursos naturales

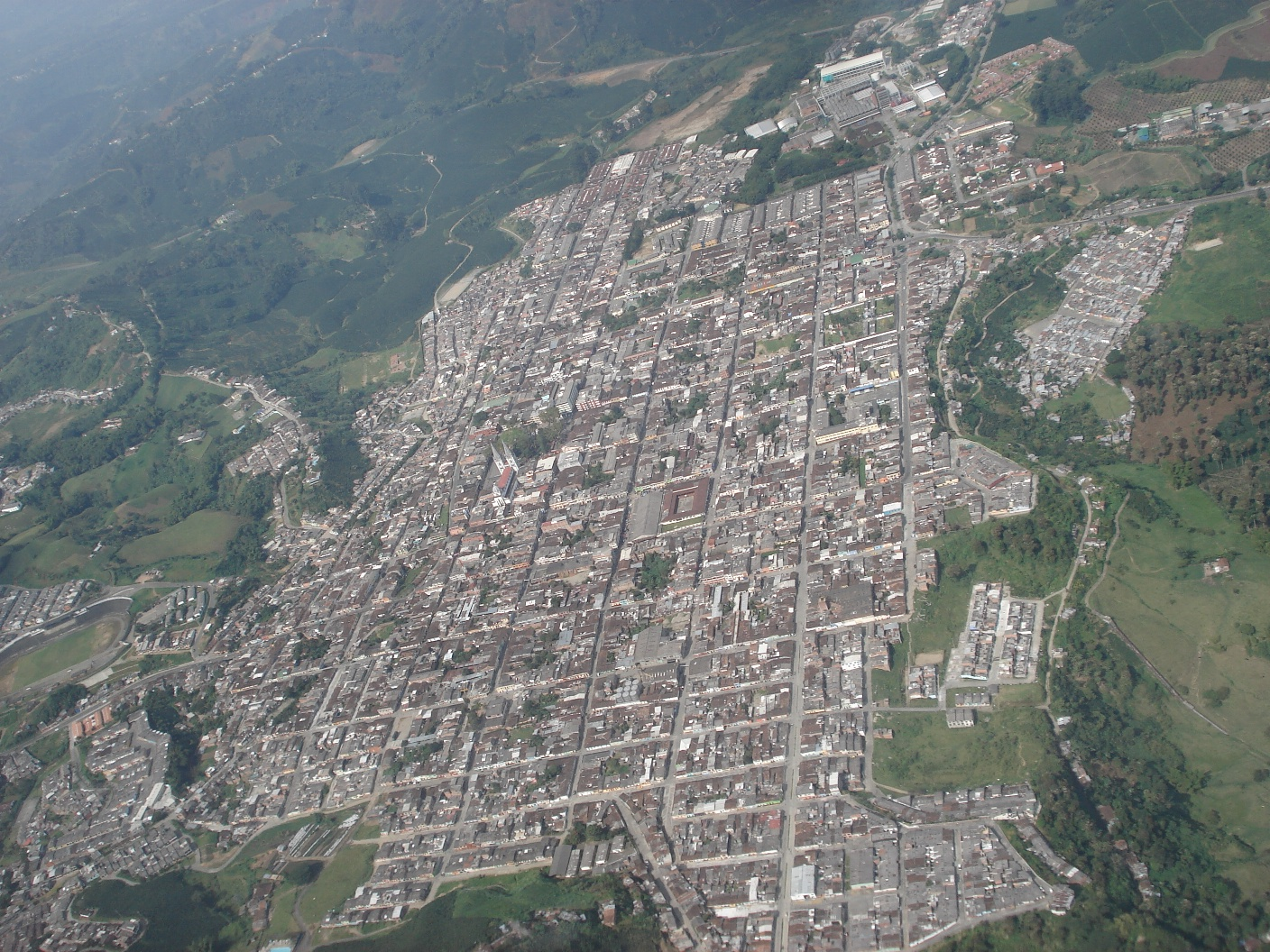
Vista Aérea, Chinchiná, Caldas.

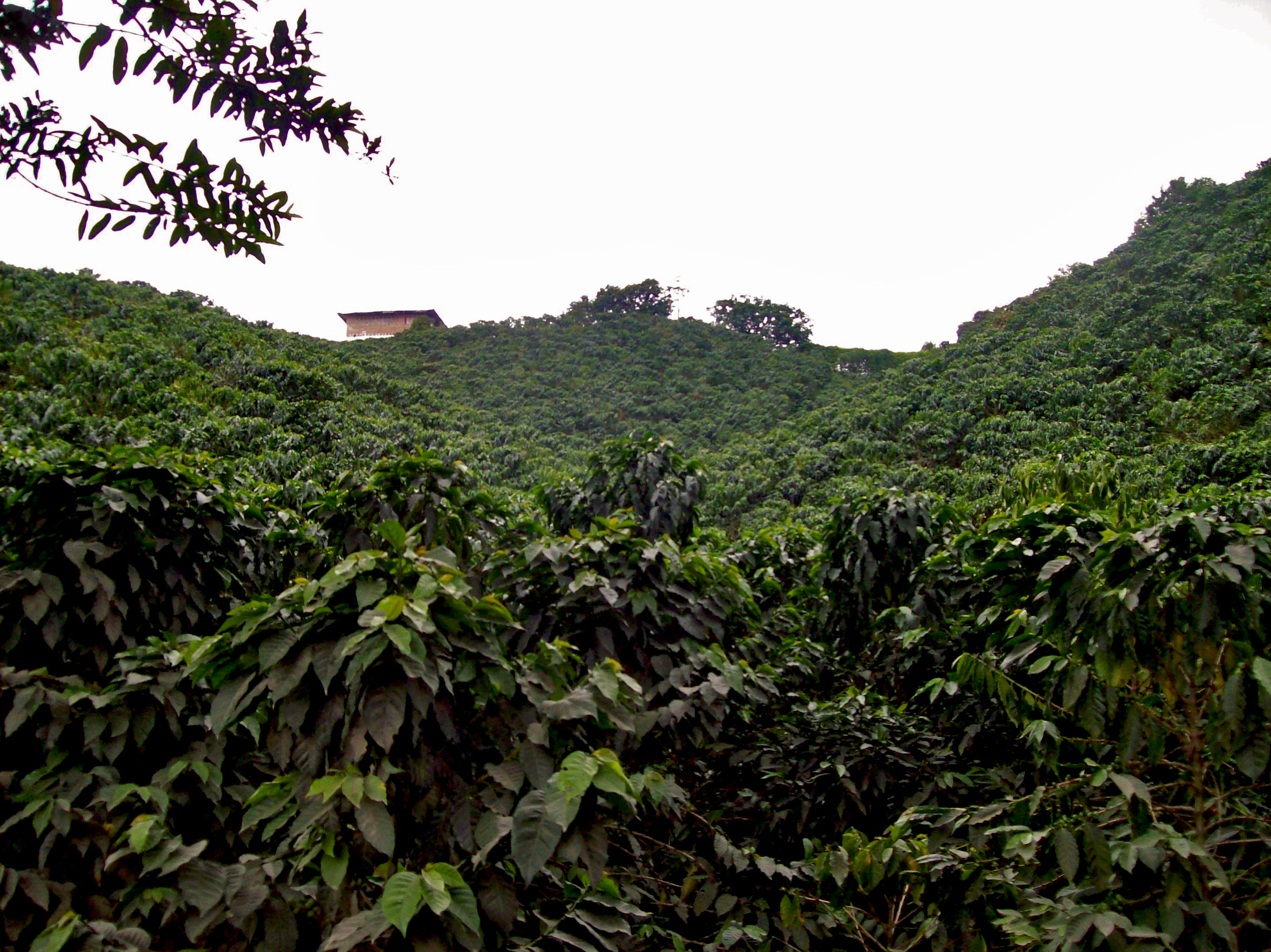
Cafetal al norte de Chinchiná.

En la región se desarrolla uno de los proyectos ambientales de mayor importancia en el país y es el Proyecto Forestal para la Cuenca del Río Chinchiná (PROCUENCA) cuya misión es la generación de un proceso de desarrollo forestal, ambiental, económico y socialmente sostenible, bajo el esquema de responsabilidad compartida público-privada, a través de la consolidación de la cadena productiva que contribuya al mejoramiento de la calidad de vida en la región.
Además de Chinchiná, el proyecto abarca otros cuatro municipios, a saber: Neira, Manizales, Palestina y Villamaría.

#### Hidrografía
La Hidrografía Municipal pertenece a la vertiente oriental de la Cordillera Central, siendo el río Cauca el único drenaje mayor que tiene influencia sobre el territorio, también por encontrarse cerca al páramo de los nevados donde nacen los ríos. El Municipio está rodeado casi en su totalidad por redes de drenaje importantes que reciben a su vez otros afluentes.
Por lo tanto Chinchiná cuenta con una rica hidrografía. Por el norte se encuentran el Río Cauca y el Río Campoalegre, por el oriente la quebrada Los Cuervos, el río Chinchiná, las quebradas Chuscal, San Andrés y San Juan; en el occidente el río San Francisco, y siete quebradas: Guascal, Sardinas, Guayabo, Billar, Agua Blanca, El Deleite y San Eugenio, y en el sur las quebradas La Perla, Santo Domingo, San Juan, Las Muelas.

## División Político-Administrativa
Además de su Cabecera municipal. Chinchiná tiene bajo su jurisdicción los siguientes Centros poblados:
- Alto de La Mina
- El Reposo
- El Trébol
- Guayabal
- La Estrella
- La Floresta
- La Quiebra del Naranjal
- San Andrés

### Límites municipales
| Noroeste: Risaralda                      | Norte: Palestina | Nordeste: Manizales                        |
| Oeste: Marsella (Risaralda) ( Risaralda) |                  | Este: Villamaría                           |
|                                          |                  | Sureste: Santa Rosa de Cabal ( Risaralda ) |

## Economía

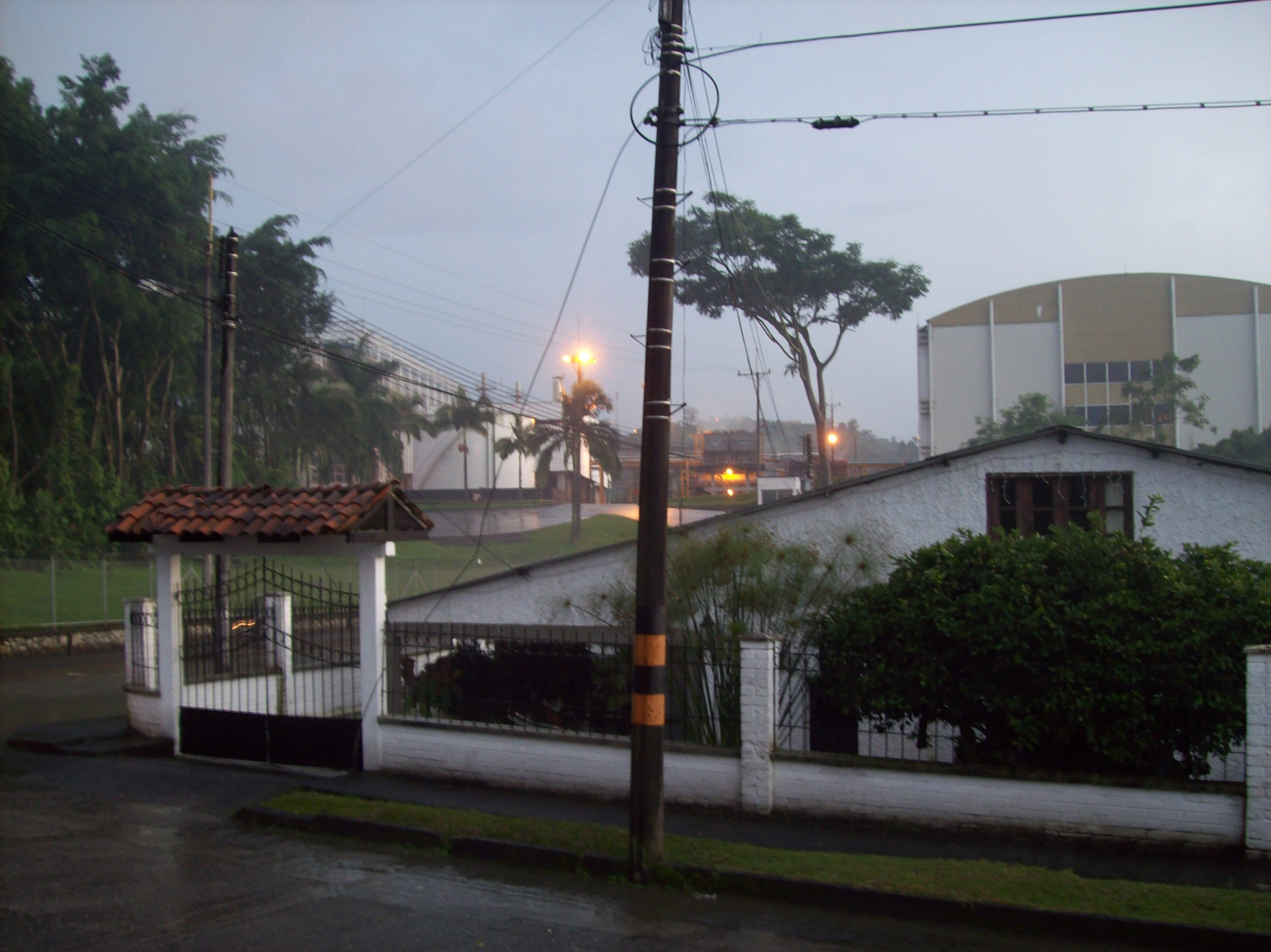
Fábrica Buencafé desde el noroccidente

En los últimos años el municipio de Chinchiná ha experimentado importantes cambios en el enfoque de su economía. Uno de ellos es el despertar del auge turístico que se está siendo promovido a la par con los departamentos vecinos de Quindío y Risaralda. Esta nueva vocación económica, aunada a los cambios de la producción de café en la zona y el país así como los precios internacionales, ha ido abriendo las puertas al turismo y, fruto de ello, se han convertido en hoteles los que otrora fueran algunas de sus más tradicionales haciendas cafeteras, en las que ahora se muestra la tradición de la cultura cafetera para nacionales y extranjeros que visitan la región.
Sin embargo, su vocación industrial no ha desaparecido. 
En Chinchiná se produce grano de café (agroindustrialmente); café liofilizado. El Aeropuerto del Café, quedará a tan solo 10 minutos de Chinchiná, que será punto obligado de paso hacia el terminal en Manizales. Si bien aún no se ha concluido el proyecto, la cercanía con este nuevo puerto aéreo podría fortalecer la importancia del municipio en la región.
Por otra parte, Chinchiná es conocida como la ciudad eléctrica de Colombia [cita requerida] por la ubicación dentro de su jurisdicción de las hidroeléctricas La Ínsula y La Esmeralda, propiedad de la Central Hidroeléctrica de Caldas S.A. E.S.P., conocida como CHEC, perteneciente al grupo EPM (Empresas Públicas de Medellín). Estas hidroeléctricas tienen una capacidad de producción de 65.300 kW.

## Cultura

### Arte

#### Artes plásticas
Chinchiná es la tierra natal de artistas plásticos que se encuentran en las tres generaciones de artistas caldenses, teniendo participación en diferentes salones nacionales e internacionales de Arte, siendo obligado mencionar a la figuras más representativas, como la pintora Judith Márquez (Chinchiná 1925 - Bogotá 1994) quien ocupa un lugar en la historia del arte moderno en Colombia. 
Una siguiente generación, que puede denominarse intermedia, incluye nombres como el pintor Ramiro Ramírez Cardona, maestro del hiperrealismo, quien goza de gran reconocimiento y ostenta una trayectoria con exposiciones por otros países, principalmente en EE. UU.; el maestro Vicente Matijasevic, quien lleva una trayectoria y desde hace años se desempeña como docente de Artes Plásticas en la Escuela de Bellas Artes de Manizales; el pintor y maestro de la técnica en negativo Germán Mejía Estrada, radicado actualmente en Manizales; el difunto maestro paisajista Manuel Diego Ramírez Cardona. 
Entre la generación contemporánea (nacida entre 1960 y 1965), se encuentran: 
- Gustavo Alzate Urrea, quien desarrolla su obra en Miami (USA).
- Óscar Eduardo Zapata Torres, artista contemporáneo, pintor y arquitecto , conocido por la sociedad y el gremio artístico de Bogotá.
- Óscar Zapata, quien ha tenido cabida en varias exposiciones de pintura en Barcelona (España)
- Lina Puerta, artista del Institute Lorenzo de Medici, quien desarrolla su carrera en Nueva York.
- Pedro José Mejía Botero, pintor, fotógrafo, docente y publicista radicado en Bogotá.
- Luis Londoño Jaramillo, radicado en Medellín.

Todos se radicaron y desarrollan su obra en diferentes ciudades de Colombia; y en el exterior; algunos al inicio de sus carreras artísticas participaron en exposiciones realizadas por la Casa de la Cultura de Chinchiná, institución que desde 1970 de la mano con el Ministerio de Cultura lleva la iniciativa de las Artes en el Municipio, aunque en el año 2009 se inaugura la Escuela de Artes y Oficios en la antigua Cárcel Municipal, de algún modo enfocado a la educación de las artes, iniciativa donde tuvo participación e influencia Oscar Zapata, esta vez desde su faceta de arquitecto de edificios públicos. Los artistas chinchinenses han tenido cabida y oportunidad de presentar sus obras en plazas artísticas como: Italia, Barcelona, Nueva York, México, Miami, Caracas, entre otros, haciendo el papel de embajadores de las artes y cultura de Chinchiná.

## Deporte
En el municipio se practican distintos deportes tales como fútbol, tenis, ciclismo, futsal, baloncesto, entre otros. 
Ha albergado en varias ocasiones eventos ciclísticos como la Vuelta a Colombia y el Clásico RCN, en el Estadio Verdún hace de local el equipo Once Caldas Chinchiná el cual participa en el Campeonato Sub-20 de Colombia, han jugado varios equipos profesionales como Once Caldas, Atlético Nacional, Independiente Medellín, Deportivo Pereira, Leones F. C., Cortuluá, Deportes Quindío y Envigado F. C.. 
El Coliseo Verdún ha sido en varias ocasiones sede de la selección caldense de baloncesto y equipos profesionales de la ciudad de Manizales. También ha jugado la Selección Colombia de Fútbol de Salón campeona mundial de la Asociación Mundial de Futsal. 
De igual manera los deportes extremos tienen gran acogida en la ciudad al contar con excelentes instalaciones para el Street Workout, BMX, skateboard, BMX Freestyle, roller, scooter freestyle, etc. En la pista de BMX corrió la múltiple campeona del mundo y olímpica Mariana Pajón. Adicionalmente se ha incrementado el ciclismo de montaña o MTB. realizando diversos recorridos por las diferentes rutas que llevan a las veredas del municipio, estos recorridos se hacen tanto diurnos como nocturnos.
Actualmente se realiza todos los domingos la ciclovia la cual se realiza en el Parque Lineal, además allí se practican otros deportes como el fútbol en la cancha La Doctora, patinaje y vóley playa.
En el futuro el municipio contará con un espacio para los deportes náuticos al finalizar las obras del Malecón en el lago Balsora.

## Símbolos

### Escudo
Elaborado en forma de Cruz en un fondo color amarillo que significa la fe de nuestros antepasados que se prolonga en la nuestra, aureolada por la riqueza de nuestros suelos.
En la parte superior una cimera va como símbolo de realeza de aquellas valerosas tribus que poblaban Chinchiná y cuyo Cacique principal era Tacurrumbí.
En la primera franja vertical con forma piramidal y en color verde (símbolo de montañas), los granos de café que se producen.
En franja inferior vertical con forma piramidal invertida en rojo, ramos verdes florecidos que significan la cosecha cafetera.
En el centro de la cruz en color azul, se representan los lagos que generan energía eléctrica cuyos motivos van dibujados en rojo como símbolos de ésta.

### Bandera
La bandera está compuesta por dos franjas horizontales de igual tamaño. 
La franja superior es amarilla, simbolizando la riqueza del suelo de la región. 
La franja inferior es verde, representando la fertilidad de la comarca. 
En el lado derecho de la bandera, hay un triángulo isósceles rojo cuya base ocupa la totalidad de la altura de la bandera y se extiende hacia el centro hasta aproximadamente la tercera parte de la longitud total. El color rojo del triángulo representa la madurez del café, la principal cosecha de exportación y fuente de divisas de la región.

### Himno
I
Bajaste del puro cielo tú,
mi Chinchiná querido,
mis abuelos te trajeron envuelto en un poncho indio,
poncho que llevo en el alma con devoción y cariño;
y por ser tu misma raza como un tesoro le cuido (Bis)
II
Tienes la calma y dulzura de las aguas sin perfidia,
y dibujas la bravura de negros toros de lidia,
y vas regando tu tierra para que el café se crezca,
y después como en la guerra el fruto rojo aparezca.
III
Es mi Chinchiná un edén que envidia duques
y reinas emporio del buen café y
de mujeres muy bellas por eso del puro cielo,
a ti Chinchiná querido, te trajeron mis abuelos
envuelto en un poncho indio (Bis)
Autor: Marco Emilio Vargas - Música: Noemí González de Corrales

## Servicios

### Educación
El municipio de Chinchiná cuenta con las siguientes establecimientos educativos descritos en la lista, según Datos Abiertos - Gobierno digital Colombia.
Educación Básica y Secundaria
- Colegio Campestre San Miguel.
- Colegio Campestre Menfis.
- Institución Educativa Naranjal.
  - Escuela San Martín de Porres.
  - Escuela Alta Mira.
  - Escuela San Luis.
  - Escuela Simón Bolívar.
  - Escuela Antonio Nariño.
  - Escuela Manuela Beltrán.
  - Escuela Las Crucetas.
- Institución Educativa Santa Teresita.
- Institución Educativa Bartolomé Mitre.
  - Escuela Juan José Rondón.
  - Escuela Francisco José de Caldas.
  - Escuela Santa Juana de Arco.
- Institución Educativa San Francisco de Paula.
  - Escuela Juan XXIII.
  - Escuela María Inmaculada.
- Institución Educativa Gómez Arrubla.
  - Escuela San Andrés.
  - Escuela Alto Chuscal.
  - Escuela Alto La Paz.
  - Escuela Bajo Chuscal.
  - Escuela La Pradera.
- Institución Educativa El Trébol.
  - Escuela El Trébol.
  - Escuela José María Córdoba.
  - Escuela Gabriela Mistral.
  - Escuela La Esmeralda.
  - Escuela Bajo Español.
  - Escuela Marco Fidel Suárez.
  - Escuela Santa Elena.
- Institución Educativa Santo Domingo Savio.
  - Fundación Cartón de Colombia.
  - Escuela General Santander.
  - Escuela John F. Kennedy.
- Colegio Latinoamericano de Occidente.
- Colegio Los Andes.

## Servicios públicos
- Energía Eléctrica: Central Hidroeléctrica de Caldas (CHEC), del grupo EPM, es la empresa prestadora del servicio de energía eléctrica.
- Gas Natural: Efigas es la empresa distribuidora y comercializadora de gas natural en el municipio.